# 八千代ライブ
八千代ライブ（やちよライブ）は、NST新潟総合テレビにて毎週金曜日の夕方に生放送されていた情報バラエティ番組。

## 概要
八千代コースターの姉妹番組として、2017年4月7日に開始した情報バラエティ番組。番組開始時の合言葉は「まじめに、ニュースを 掘り下げない。」。番組タイトルの八千代は、新潟総合テレビ本社社屋がある新潟県新潟市中央区の地名から採られた。
「時事問題の表層」「グルメ」「最新カルチャー」などの情報を紹介していた。
2017年10月20日に初の公開生放送で「真の輝く女性は誰だ？ “第一回 八千代ミスコングランプリコンテスト”」が企画され、初代ミスコンにぱいぱいでか美が選ばれた。
2017年10月6日からは同日深夜（土曜日未明）に再放送していた。スーパー・ササダンゴマシンがエンディング直前に再放送を見ているであろう視聴者へ向けた小ネタを挟んだりしていた。また再放送は一切編集されていない為前番組と後番組の挨拶と案内やリアルタイム抽選のプレゼント企画もそのまま放送されていた。
新型コロナウイルスの影響により、2020年5月8日の放送を以って番組の放送休止が発表された。その後再開のないまま事実上終了した状態である。なお、当番組のコーナーであった「埋蔵グル次郎くん」や「八千代ザトリプル」は、八千代コースターのコーナーとして2023年現在も継続中である。

## 出演者

### MC
- スーパー・ササダンゴ・マシン
- 水谷悠莉[4]

### 八千代メンバー
- Negicco
- うしろシティ
- 酒井瞳

## ツナギッコ
ツナギッコ（TUNAgicco）は、当番組発のつなぎ系アイドルユニット。2018年秋、水谷悠莉・酒井瞳・ぱいぱいでか美の3人組で結成した。仕掛け人は、プロデュースを担当するスーパー・ササダンゴ・マシン。

### 背景
新潟総合テレビの祭典『NSTまつり2018』の一企画として発足し、デビュー曲「すこしは夢見るトワイライト」を発表する。しかし『NSTまつり』以外は特に活動せず、単発の余興企画かと思われていた。それから2019年12月29日放送の『八千代ライブスペシャル DOCUMENTARY of TUNAgicco』にて、配信番組の開始やアイドルの祭典『TOKYO IDOL FESTIVAL』出演などを目指す概要を突如発表。2020年より活動の本格化を掲げていたが、番組本体の休止により不透明な状態となっていた。
ユニット名は『八千代ライブ』レギュラーのNegicco（ネギッコ）から引用し、出演者不在の場を「つなぐ」に由来している。

### メンバー
| 名前                           | 愛称                 | 担当カラー         | 生年月日             | 出身地 | 所属事務所               | 備考                                    | (出典) |
| ------------------------------ | -------------------- | ------------------ | -------------------- | ------ | ------------------------ | --------------------------------------- | ------ |
| 水谷悠莉 みずたに ゆうり       | ゆっP （ゆっぴー）   | （水色）           | 1990年7月7日（34歳） | 新潟県 | -                        | 元NSTアナウンサー 元八千代コースター    | -      |
| 酒井瞳 さかい ひとみ           | ヒ〜Ⓒ （ひーちゃん） | （赤トウガラシ色） | 1989年5月3日（35歳） | 宮崎県 | 松竹芸能                 | 元アイドリング!!! 14号 メンテナンス 1号 | [ 6 ]  |
| ぱいぱいでか美 ぱいぱい でかみ | π （パイ）           | （ゼブラ柄）       | 1991年5月3日（33歳） | 三重県 | パーフェクトミュージック | APOKALIPPPS メガエレファンツ            | [ 7 ]  |

### ディスコグラフィ
- 「すこしは夢見るトワイライト」（『八千代ライブ』オープニングテーマ）

作詞：SASADANGO（スーパー・ササダンゴ・マシン） / 作曲：Sam is Ohm
- 「NIIGATAの唄」

作詞：SASADANGO / 作曲：Sam is Ohm

### 配信番組
- ツナギッコチャンネル（2020年1月 - 3月、Live TV-Show）

### ライブイベント
- NSTまつり
  - 2018（2018年9月30日、新潟・NST本社屋）
  - 2019（2019年9月28日、新潟・万代シテイ）
- RYUTist HOME LIVE #298（2019年12月22日、Live House 新潟SHOW!CASE!!）
- でか美祭 2020（2020年8月8日、Shibuya O-WEST & O-nest）[8]